# Wild Winship's Widow
Wild Winship's Widow è un film muto del 1917 diretto da Charles Miller.

## Trama
Rimasta vedova, Catherine Winship continua ad onorare la memoria del marito morto, rifuggendo le attenzioni dei numerosi pretendenti che aspirano alla sua mano. La donna trascorre il tempo portando fiori sulla tomba del marito. Un giorno, però, scopre nella scrivania del defunto un cassetto segreto che custodisce un pacchetto di lettere d'amore. La rivelazione le apre gli occhi e Catherine decide di tornare alla vita risposandosi. Tra i suoi ammiratori, è indecisa nella scelta tra Archibald Herndon e Morley Morgan. Il primo, sentimentale e ardente, il secondo giovane e determinato. Dopo molte disavventure, sarà Morley a vincere la sfida, conquistando Catherine e impalmandola con una cerimonia improvvisata in un casino da caccia.

## Produzione
Il film fu prodotto dalla Kay-Bee Pictures e New York Motion Picture.

## Distribuzione
Distribuito dalla Triangle Distributing, il film uscì nelle sale cinematografiche degli Stati Uniti il 20 maggio 1917.
Non si conoscono copie ancora esistenti della pellicola che viene considerata presumibilmente perduta.